# Morse (Automobilhersteller)
Morse war ein US-amerikanischer Hersteller von Automobilen.

## Unternehmensgeschichte
Frank H. Morse lebte in Milwaukee in Wisconsin. Dort stellte er 1902 einige Automobile her. Der Markenname lautete Morse. Insgesamt entstanden nur wenige Fahrzeuge.
Morse schloss sich 1903 der Four Wheel Drive Wagon Company an. 1907 wechselte er zur Wisconsin Motor Manufacturing Company. Von 1909 bis 1912 war er für die Kissel Motor Car Company tätig. Im April 1912 wechselte er zur Duquesne Motor Car Company. Ab 1914 betrieb er mit der Morse Cyclecar Company wieder ein Unternehmen auf eigene Rechnung.
Weitere US-amerikanische Hersteller von Personenkraftwagen der Marke Morse waren Easton Machine Company, Morse Motor Vehicle Company, Morse Cyclecar Company und Morse-Readio Auto Company.

## Fahrzeuge
Morse stellte Dampfwagen her. Das Ungewöhnliche war der Vierradantrieb. Der Neupreis betrug 550 US-Dollar.